# Syrphus poecilogaster
Syrphus poecilogaster är en tvåvingeart som beskrevs av Philippi 1865. Syrphus poecilogaster ingår i släktet solblomflugor, och familjen blomflugor. Inga underarter finns listade i Catalogue of Life.